# Kondinin
Kondinin – miasto w Australii, w stanie Australia Zachodnia.